# Anna Noworzyn-Sławińska
Anna Noworzyn-Sławińska, również jako Anna Noworzyn – polska śpiewaczka operowa (sopran).
Absolwentka Akademii Muzycznej w Katowicach (klasa śpiewu prof. Alicji Słowakiewicz, dyplom z wyróżnieniem) oraz Uniwersytetu Śląskiego (filologia polska). Laureatka ogólnopolskich i międzynarodowych konkursów wokalnych. Solistka Opery Śląskiej w Bytomiu (od 2006).

## Wybrane nagrody
- 2003: II Ogólnopolski Konkurs im. Haliny Halskiej we Wrocławiu - II nagroda
- 2004: Międzynarodowy Konkurs Wokalny im. M. Trnavskiego w Trnavie - III nagroda
- 2005: XI Międzynarodowy Konkurs Sztuki Wokalnej im. Ady Sari w Nowym Sączu - III nagroda
- 2006: III Konkurs Wokalny im. Ignacego Jana Paderewskiego w Bydgoszczy - II nagroda
- 2014: Złota Maska za rolę Elizy w My Fair Lady w Operze Śląskiej w Bytomiu[1]